# 木下茂 (貿易商)
木下 茂（きのした しげる）は京都府綾部市域の出身。岩井商店（後の双日）での勤務を経て木下商店を創業する。同社を国内第一位の鉄鉱石輸入商社に成長させ、日本貿易会理事などの要職を歴任した。

## 生涯
士族・木下運一郎と久美の長男として1899年（明治32年）5月11日に生まれる。木下家は山家藩藩主・谷家の一門。幼いころに両親が離縁し母が再婚した為、子が無かった伯母・弥那（みな）の家で養育された。1913年（大正2年）福井県口名田村小学校高等科を卒業すると、中学校の校長も兼任していた伯父・小谷に進学を勧められたが、一年でも早く社会へ出て仕事を覚えたいとこれを断ったとされる。翌1914年（大正3年）母方の伯父・安野譲を頼って大阪へ出て岩井商店の見習社員となる。小樽の出張所などで経験を積んだ後、1920年（大正9年）系列会社の大阪鉄板へ出向。1922年（大正11年）8月、幼年時に離別していた父・運一郎が死去し、茂は弱冠23歳ながら弔問の際に香典として300円（岩井商店五等社員の月給が当時30から40円ほど）を渡したとされる。
1928年（昭和3年）11月、茂は函館出身で大阪で香料問屋を開いている村山六郎の妹・トヨと結婚したが、僅か3年後の1931年（昭和6年）11月に急性腸チフスで亡くしている。翌1932年（昭和7年）7月、当時金物部の次長だった茂はおよそ18年間勤めた岩井商店を離れ、社員2名の鉄鋼問屋として独立。京橋区木挽町に「木下商店」の看板を掲げた。同年8月に梅岡巳之吉商店の長女・千代子と再婚。岩井商店時の人脈を活かした商売は徐々に軌道に乗り、1934年（昭和9年）11月には資本金50万円で株式会社に改組。京橋区宝町に社屋を構えた。
第二次大戦後の財閥解体は一介の鉄鋼問屋だった木下商店にとって大きな好機であり、八幡製鉄及び富士製鉄の指定問屋の地位を得ることに成功した。関西では関西五綿と呼ばれた繊維系大手商社が従来強かったが、鉄鋼業界の進捗が目覚ましかったことも茂に有利に働いた。1951年（昭和26年）木下商店はフィリピンのララップ鉱山の開発に着手し、1955年には180万ドルの融資と引き換えに独占契約を結ぶ。札幌、大阪、八幡に支店を持ち、1952年（昭和27年）にはアメリカ法人の米国木下商店を設立しその社長も兼任。さらに翌年は江東天然瓦斯工業を設立し代表取締役となる。木下商店は政府筋との太いパイプがあったとされ、戦後賠償の一環として日本からインドネシアに提供することとなった船舶を取り扱い大きな利益を得たが、1959年（昭和34年）この件に関する贈賄疑惑が大きな問題となる。
翌1960年、組織を見直し鉄鋼部門を中心に木下産商を新設。米国、ドイツ、豪州にも現地法人を作った。従業員は二千人近くに増え、1960年（昭和35年）の売上高は1459億円に達し日本最大の鉄鋼商社となる。1961年8月に日邦汽船の会長、1962年2月には新和海運の相談役に就任。同年8月には木下産商の会長に就いた。茂は経団連評議員、日本船舶輸出組合理事、日本鉄鋼製品倶楽部理事長のほか、東洋農礦器及び東洋製線社長、九州石油社長など多くの機関や企業で役員などを歴任。取扱い品目も鉄鉱石や原油のほか、繊維製品に機械や農水産物と次々拡充する。総合商社化を進め好調かに見えた木下産商だったが、その急成長ゆえに十分な人材の育成が追いついておらず、そこへ業界全体の生産過剰による鉄鋼不況が直撃して身動き取れない状況に追い込まれた。結果、1965年に三井物産へ吸収合併。茂は1967年（昭和42年）9月9日に千葉市内の病院で死去、築地本願寺にて告別式が行われた。

## 親族
- 安野譲 - 母方（東条家）の遠縁とされる。岩井財閥の大番頭として、関西ペイントの初代社長など傘下企業の役員を歴任した。
- 東条義門 - 母・久美の祖父であり茂の曾祖父にあたる。小浜の妙玄寺住職であり国学者。動詞・形容詞の活用を現在知られる形にまとめた。